# Султан-Махмуд Утамышский
Султан-Махмуд Утамышский  (кум. Солтан Магьмут Оьтемишлы, старорусск. Султан-Магмут) кумыкский военно — политический деятель, правитель Утамышского султаната. Известен выступлением против войск Петра I в сражении под названием Битва на реке Инчхе, а также в сражении против войск Надир-Шаха.

## Биография
По национальности кумык. Родился в селе (на тот момент город и столица Утамышского султаната) Утамыш, был Султаном кумыкского государства Утамышского султаната. Правил до 1749 года. О личной жизни мало что известно. 

## Борьба с Российской империей
Борьба Султан-Махмуда с Петром I относится к забытой странице русской и кумыкской военной истории. 
В научных кругах принято считать, что Султан-Махмуд во время сражений с армией Петра I был легко разбит и обращён в бегство. Однако, более глубокий анализ различных источников, говорит о том, что Султан-Махмуд не был разбит и тем более побеждён в боях с царской армией в 1722 г., как это принято было прежде считать. Более того, он сумел успешно вести войну с царскими войсками, за что впоследствии он и другие его сподвижники получили высокую оценку как самого Петра I, так и его генералов. 
18 августа 1722 г. царь Петр I пройдя владения Адиль-Герей шамхала Тарковского вступил на территориюУтамышского султаната. Российская армия расположилась на берегу реки Инчхе-озень не далеко от села Гичи-Избар, известной в русских источниках как «Кучюк-Извар». Как известно, царские войска состояли из регулярных драгунских полков и пехоты, не регулярных украинских и донских казаков, калмыкской конницы. Общая численность российской армии прибывшей в кумыкские земли составляла около 50 тыс. человек, но непосредственно участвовали в походе от места высадки и далее на юг–порядка 40.530 человек.  
Не смотря на то, что верховный правитель Дагестана Адиль-Герей шаухал Тарковский был верным подданным Российской империи, в это время на помощь Султан-Махмуду прибыли ряд не довольных политикой шамхала кумыкских владельцев. В состав этой коалиции входили старший брат шаухала Муртазали бойнакский с двумя своими сыновьями, храбрый князь Махди Дженгутаевский который впоследствии прибыл с 2 тыс. войском во главе и принял участие в боях с царской армией.
Известно, что в войсках Султан-Махмуда были и жители Эндирея во главе которых очевидно стоял князь Айдемир Эндиреевский, успевший 23 июля 1722 г. отличиться в боях против корпуса бригадира Ветерани. Эндиреем заставили эндиреевцев вновь взяться за оружие и тем самым взять реванш. Также в Утамыш прибыл некий владелец «Салтан Мамут Акуев Казнбаш» со своими людьми в количестве больше 3 тыс. человек: кумыки из Губдена, усмий Ахмад-хан Кайтагский и другие.
На военном Совете однозначно решено было начать активные военные действия против царских войск на территории Утамышского султаната и Кайтагского усемийства, нежели склонить голову перед царём подобно Адиль-Герей шаухалу Тарковскому. До начала активной фазы боевых действий мирное население было эвакуировано в горы. Султан-Махмуд используя тактику по принципу «удар-отход» намеревался максимально нанести ощутимый урон царским войскам и при этом не ставил цель полного разгрома российской армии в одном генеральном сражении, так как это было бы весьма трудновыполнимой задачей. В итоге, под знамена Утамышского правителя собралось 16 тыс. храбрецов, готовых пойти в бой против регулярной армии императора России с первоклассной артиллерией.
19 августа 1722 года, как сообщает «Походный журнал 1722 года»: «…По утру к Салтану Мамуту Утемышскому послан был с письмом из донских казаков сотник с 3-мя человеки рядовых казаков, в котором написано было, чтоб он Салтан отозвался о себе чрез письмо или бы приезжал сам он к Его Величеству. О том, что дальше произошло подробно рассказывает участник похода шотландец Питер Генри Брюс: «Восемнадцатого прошли мы 25-ть верст и разбили лагерь на берегах реки Нитзи (Инчхе-озень.-С.Б.), куда пришел проводник с отрубленным носом и ушами и принес ответ от султана Уденича (Отемиша.-С.Б.), сказав, что трое казаков в его присутствии были убиты самым жестоким и варварским способом: султан приказал ему передать государю, что с каждым из его людей, которые попадут в его руки, будет сделано тоже самое. Что же касается аудиенции (встречи.-С.Б.), то они готовы ее иметь с саблями в руках». Далее «Походный журнал 1722 года» сообщает: «…И потом стояли до 3-го часу пополудни на том же месте; и понеже сей день был рождения Государыни Цесаревны Натали Петровны, и для того торжествовали и обедали. А пополудни показался неприятель, в немалом числе людей идущий из гор, а именно утемышцы, которых наши казаки встретили; и как между оными учинилась стрельба, тогда кавалерия наша, под командою ген.-майора Кропотова против их стала выступать, и как оная к ним приближалась, тогда выступили и пехоты нашей несколько батальонов от авантгардии. Походный журнал 1722 года» далее сообщает: «Зело удивительно сии варвары бились; во обществе нимало не держались, но бежали; а партикулярно десператно бились, так что, покинув ружье, якобы отдаваясь в полон, кинжалами резались, а один во фрунт с саблею бросился, котораго драгуны наши приняли на штыки». Три корпуса войск Султан-Махмуда возглавляли князья Махди-бек, Яхши-бек и Айдемир-бек, Султан-Махмуд, находившийся с двумя своими сыновьями на поле битвы, показывая чудеса храбрости, порою граничащуюся с безумством бросался в самую гущу превосходящих сил российской кавалерии. Наибольшие потери здесь понесли не регулярные войска: казаки, калмыки и кабардинцы. Лишь регулярные войска представленные драгунами слывшими лучшими в воинстве тогдашней России оказывали стойкое сопротивление. При таком перевесе военных сил, царская армия не смогла разгромить Султан-Махмуда. Это сражение продолжалось около 2 часов, после которого царь Петр I сам во главе драгун пошел в атаку. В этот момент, Султан-Махмуд, считая задачу на первом этапе выполненной, поспешно вывел войска из боя и стал отступать вверх по долине реки Инчхе-озень в сторону своей резиденции — Утамыша. Часть его войск, пехота, отступая стала взбираться на возвышенности близлежащих предгорий. Именно это отступление было засчитано  русскими авторами как поражение Султан-Махмуда. Вслед за осевшими в лесных массивах предгорий воинами Султан-Махмуда были посланы «…казаки донские, которые были в авантгардии числом с полторы тысячи, которым тогда сказан указ, чтоб достать языков сколько возможно; а за ними последовали и драгуны. И к вечеру достали казаки несколько человек языков и привели в наш лагерь; из тех же неприятелей засело пехоты между гор в узких местах, в 3-х или в 4-х, по 50-ти, по 40 и по 30-ти человек, которых наши драгуны взяли, спешась, штурмом и побили около ста человек (ибо живые в руки не давались); а казаки ударились вперед за конницею неприятельскою и гнались за ним даже до самой ночи, и побили их человек около 200 и взятых в полон приводили еще немало, а имянно взято было живых с вечера 21 человек да ночью привели еще 6-ть, и того 27 человек, в том числе из знатных один Юс-Паша да другой их Молла, которые распрашиваны и пытаны .
После этого, дан был указ ген-майору Кропотову, чтоб он с кавалерией и казаками шел дальше и разорил и сжег селения подвластные Султан-Махмуду. При этом вся пехота остановилась лагерем на ночь в верх по реке Инчхе-озень. Утром 20 августа была получена ведомость от ген-майора Кропотова, что «…он, идучи дорогою до деревни Салтан-Мамута Утемишевскаго (где он жил), разстоянием верстах на 20-ти, неприятелей по горам, и между гор в кустах у той деревни побил до 300 человек, а достальные разбежались; и тое деревню (где Салтан-Мамут жил) сжег, в которой счислялось около 600 дворов, и при том еще по сторонам, чрез посланныя от себя партии, немало их жилищ выжег и разорил».
Султан-Махмуд в боях с царской армией теряет 1 тысячу человек данным, от места первого сражения до Отемиша Султан-Махмуд потерял около 600 человек. В одном из сражений гибнет Яхши-бек возглавлявший один  из  корпусов.
Участник тех событий Питер Генри Брюс, приводит интересные сведения во время продвижения царской армии в сторону Утамыша, куда раннее был отправлен генерал-майор Кропотов. Так, он пишет: «Партия драгун в погоне загнала 20 татар (кумыков.-С.Б.) в такое узкое место, из которого они не могли выйти. Видя себя запертыми, они бросились на колени и со смиренным видом предложили нам свое огнестрельное оружие вперед направленными дулами. В этот момент, 20 драгунам было приказано спешиться и взять их оружие. При их приближении эти отчаянные татары вскочили, бросили свои дротики, умертвили всех драгунов и потом своими саблями сделали такое неожиданное дерзкое нападение и поранили еще многих, что с большим трудом нам удалось изрубить их на куски». Питер Генри Брюс, лично участвовавший в походе на Утамыш, сообщает: «На этом походе мы были застигнуты отрядом в 600 всадников, которые шли на помощь султану Уденичу от соседнего вельможи. Во время своей атаки они наступали и отходили совсем необычайным образом. И было во фронте только 12, в глубину 50, причем один следовал за другим с вытянутыми саблями. Когда передние всадники осуществляли атаку на наши граненные штыки, они отходили по кругу и замещались следующими всадниками; продолжая в подобном духе примерно 1,5 часа они решили за лучшее отойти, потеряв несколько человек и лошадей убитыми и раненными. Во время этой атаки один из их предводителей отличившийся отменной храбростью и ретивостью, сделал множество заходов и ранил двоих наших людей; генерал Романцев (из контекста следует, что это сам Петр I.-С.Б.) наблюдал за ним и заметив в моей руке ружье, пожелал чтобы я постарался сбить его на землю, что я и сделал во время его очередного захода, выстрелив ему в бедро и отчего он упал. В ту же секунду и он и лошадь оказались в наших руках. Генерал с удовольствием подарил мне его лошадь с убранством, саблю и лук со стрелами; уздечка и другая фурнитура были отделаны накладными шипами из позолоченного серебра, рукоятка и ножны, также, тонкой работы; лошадь я продал за 60 дукатов, саблю, лук и стрелы я увез с собой в Британию и они до сих пор со мной…После этого столкновения, мы продолжили путь в резиденцию Отемишского султана, и по пути туда мы везде видели тела мертвых татар убитых нашими драгунами во время погони. Среди мертвецов мы нашли юношу 18-20 лет, которому только что была отсечена голова. Его лицо и фигура были чрезвычайно прекрасны в смерти, что каждый, кто шел мимо его тела, останавливался и говорил, что никогда не видел подобной красоты. Но, так как это удивление задерживало наш поход, то генерал Романцев велел убрать его с дороги. После, приблизительно 15 верстного похода, мы встретились с нашими драгунами и казаками, нагруженной богатой добычей. Генерал Ветерани сказал генералу Романцеву, что все кончилось и кончилось как следует. На высоте горы, где сперва показался неприятель, мы повесили 21 пленного в возмездие за жестокую смерть наших трех казаков. Одному из пленных мы отрезали нос и уши, и он в таком виде был послан с письмом к султану Уденичу, в котором его упрекали за жестокое обращение с нашими посланниками. Священника (муллу.-С.Б.) попавшегося в плен, за его нечеловеческое варварство четвертовали».
Когда адмирал Апраксин допрашивавший пленных спросил их за что они так жестоко казнили ни в чем невиновных посланников, они ответили, что «…это было  сделано по приказу султана, а тот по подстрекательству священника (муллы.-С.Б.). Когда об этом спросили священника, он смело ответил, что он поступил бы точно также со всяким из наших людей, которого он бы получил в свою власть, чтобы отомстить нам за наши действия при Эндирее с его друзьями и союзниками. Главное и при выше всего остального они (кумыки.-С.Б.) считаются свободной нацией, и никогда не подчиняться чужому князю. Тогда адмирал спросил у него, как смели они атаковать правильно обученную и многочисленную армию,которая превосходила все силы, которые они могли бы ожидать от всех своих соседей. Священник ответил, что они совершенно не боятся нашей пехоты, которая не смогла бы преследовать их в горах, а что касается казаков, то они и прежде успешно бились с ними, лишь синие мундиры (подразумевая драгунов) смутили их своей дисциплиной и талантом, сумевших держать строй. После этих слов священник отказался на что-либо больше отвечать и его увели. Другой пленник, когда был подведен к шатру адмирала, не хотел отвечать ни на один вопрос, которые ему задавали, тогда отдали приказ его раздеть и бить плетьми. Но, получив первый удар, он вырвал саблю у стоящего рядом офицера и побежал к шатру адмирала и, наверное, убил бы его, если бы не два часовых, стоявщих у шатра, не вонзили ему свои штыки в живот. Падая, он вырвал зубами из руки одного часового кусок мяса, после чего его убили.

 В это время Его Величество вошел в шатер и адмирал сказал, что он для того пришел в эту страну, чтоб его сожрали бешенные собаки, во всей своей жизни он еще ни разу так не испугался. Император, улыбаясь ответил: «Если бы этот народ (кумыки.-С.Б.) имел понятие о военном искусстве, тогда бы ни одна нация не смогла бы взяться за оружие с ними 
 Согласно источнику, солдату второй роты Азовского батальона Тимофею Ерофееву успевший заколоть штыком пленного татарина из «Утемишевского владения», его императорское величество изволил пожаловать 10 червонных 21 августа царская армия двинулась на Дербент. С целью укрепиться во владении Султан-Махмуда, по приказу Петра I на реке Инчхе-озень началось строительство крепости под командованием барона Рене. Калмыки и казаки были оставлены обеспечивать безопасность во время строительства крепости. 23 августа русские войска вошли в Дербент, а 28 августа к городу стянулась вся царская армия и флотилия. 
30 августа Пётр I двинулся на Баку и остановился  лагерем у реки Милликент (Рубас.-С.Б.). В это время по имеющимся сведениям Хаджи-Дауд Мюшкюрский, сподвижник Уцмия Ахмадхана Кайтагского и Сурхай-хана Казикумухского, намеревался организовать сопротивление встретив русскую армию между Дербентом и Ниязабадом на реке Самур. 3 сентября было получено известие, что Хаджи-Дауд стоит в Зейхуре (деревня на южной стороне реки Самур) с 10 тыс. войском и намерен напасть на русскую армию в союзе с уцмием, который также набирает войско. Что  касается Сурхай-хана, то он отказался присоединиться к ним Однако, дальнейшее продвиже- ние царской армии на юг приостановила сильная буря, которая потопила все суда с продовольствием. Эпидемия и падёж лошадей также вынудили царя отказаться от продолжения похода. Кроме этого, была и другая не менее веская причина прекрашения похода– угроза начала новой войны с Османской империи. В то время когда Пётр I из лагеря на реке Милликент собрался продолжить поход далее на юг, к великому удивлению царского командования появился турецкий посол прибывший из Шемахи и сообщивший, что турки заняли Шемаху и выставили ультиматум, с тем чтобы российская армия покинула занятые земли. В случае отказа Османская империя объявит России войну. В такой обстановке Пётр I решает прекратить поход и повернуть назад Тем более что царская армия находилась между двух огней, недовольными кумыкскими владельцами и их союзниками горцами с севера с одной стороны, и турками с юга с другой. С целью удержать Приморский Дагестан за со-бой, Петр I перед своим отбытием оставил в крепости на реке Милликент гарнизон из 500 солдат, а в Дербенте был оставлен 3 тыс. гарнизон В укреплении на реке Дарваг также разместился гар- низон. Следует также отметить, что ещё во время продвежения к Дербенту, по приказу Петра I были построены укрепления и в других стратегических местах: близ города Бойнак, которая называлась Бойнакским, на реке Инчхе-озень, на реке Уллучай в Кайтаге. Между тем Султан-Махмуд Отемишский собрав значительные силы и в союзе с Ахмад-ханом Кайтагским начал военные действия против отступающей сухопутно царской армии. В войсках Султан-Махмуда кроме собственных сил находились подданные уцмия, каракайтагцы и табасаранцы по сообщению калмыков на них из гор напали «утемышевские татары» и взяли казака, у которого все письма были, да двух казаков  Согласно рапорту ген.-майора Кропотова от 12 сентября, который с кавалериею и с казаками шел позади пехоты известно, что на казаков, которые позади его следовали, напали «усмейские, утемышевские и протчие дагестанские народы», с которыми казаки бились Из рапорта казаков известно было, что «…татары за ними идут в немалом числе, от которых они идут отходом и стреляют» 
Утром 13 сентября донские казаки рапортовали, что прошлым вечером на реке Инчхе-озень на них «татарами» было совершено еще одно нападение По сообщению генмайора Кропотова, воины Султан-Махмуда и уцмия Ахмад-хана напали на его арьергард  под  Бойнаком Из воспоминаний Питера Генри Брюса видно, что царская армия во время отступления из Дербента вплоть до Тарки испытывала значительные трудности и совершенно пала духом. Так, он сообщает: «11 сентября мы прошли 24 версты до реки Нитзи, где было наше укрепление, с бароном Рене во главе. Крепость находилась в надлежащем порядке. Для ее защиты мы оставили в ней 100 солдат и 200 казаков. Она находилась в том месте, где мы были подвергнуты нападению со стороны армии султана Уденича. Мы обнаружили, что они ночью увезли тела своих соотечественников которые были повешены в отместку за казнь трех наших казаков. Посол прибывший из Дербента принес известие, что Султан-Махмуд Уденич в союзе с усмием набрал 20 тысяч человек и задумал на нас напасть ночью, из-за чего мы целую холодную ночь до другого дня оставались под ружьем, потому что неприятель все время шнырял у нас перед глазами. Несмотря на это, мы поднялись и прошли еще 12 верст, встречая беспрестанно неприятеля, который старался несколько раз во время пути напасть на нас…Мы оставались под ружьем всю ночь, которая оказалась влажной и холодной, но поскольку на нас нападали ночью, непрерывное наше движение согревало нас. Следующий день, видя, что враг поблизости, мы провели в боевой готовности и оставались всю ночь на чеку…Было потеряно несколько сотен наших лошадей из-за той ядовитой травы, о которой мы упоминали выше. 14 сентября мы прошли 24 версты, и неприятель постоянно был перед глазами, который спускался еще с гор и нападал на нас частями, причем мы взяли двух в плен, но опять должны были оставаться под ружьем всю ночь, не имея возможность разбить шатры и развести костер…наша армия сделалась совсем не годной к службе. 15 сентября не смотря на слабость, мы прошли 25 верст до Тарку, и прежде чем как мы добрались до него неприятель отступил. Отсюда в Тарку были посланы два трубача и два казака, чтобы известить шафкала о нашем прибытии, которых мы при въезде в город нашли мертвыми. Их одежда и лошади были найдены у семи татар из Тарку, которых мы поймали и в присутствии шафкала и жителей города четвертовали, и куски их тел для примера повесили на возвышенных местах. Государь упрекал шафкала, как в убийстве посланников, так и по поводу его предательского соединения с его врагами во вред армии. Этот шафкал уверял государя, что в этом он не виноват, а именно его брат и двое его сыновей во главе неприятельского корпуса были поставлены по злонамерению народа и действовали против него» на р. Дарваг истребив 130 человек среди которых было 20 солдат и 110 казаков ипотеряв при этом 400 человек сыновьями Муртазали бойнакского напал на новоотстроенную в Каитаге крепость, «…осадил и жестоко приступая…человек 150 побили и пушки отобрав собою увез» 
19 сентября Cултан-Махмуд с усмием Ахмад-ханом и Сурхай-ханом безуспешно атаковали укрепление на р.Милликент 21 и 22 сентября «усмейцы, утемишцы с Даут-Бековыми войсками к крепости на р. Милликент приступали…с великим на- падением и в великом числе людей» После ухода царской армии, Султан-Махмуд посчитав себя в полной безопасности дал разрешение мирным жителям выйти из укрытий и вернуться домой, что жители вскоре и сделали.Тем временем изрядно потрепанная в боях и от чрезмерного жаркого климата, непривычного для северных народов, армия Петра I достигнула реки Сулак, и вскоре Петр I отдает приказ наказать Султан-Махмуда за его враждебные действия в отношении его императорского величества. «Для поиску и разорения» отемишцев двинулась карательная экспедиция из только чтоприбывших на Сулак 4 тысяч калмыков Бату тайши и тысяча казаков под командованием лихого донского атамана Ивана Краснощекова, отличившийся во время боевых действий в Финляндии.25 сентября отряды калмыков и донских казаков выступили в поход и достигнув владений  Султан-Махмуда «огнем и мечом» обрушились на недавно разоренные села Утамышского султанства. Быстрота действий карательных отрядов в первые часы сражений захватила врасплох Султан-Махмуда, не успевшего, очевидно, мобилизовать войско. Мирное население оказалось под шквальным огнем царских отрядов и отступало в лесные массивы предгорий, некоторые оказывали сопротивление. Собрав имевшиеся силы, Султан-Мах- муд дал неприятелю сражения на горе Гавур-кала и в местности Хуган. Ценою очередных потерь Султан-Махмуд сумел выстоять и отбить нападение царских отрядов. Но, ряд селений султанства снова были разорены. 30 сентября донские казаки и калмыки прибыли к Аграханскому заливу. Из реляции о действиях казаков и калмыков следует, что: «В 25 день, в 7-м часу по полуночи, помянутые казаки и калмыки от Сулаку пришли к Буйнакам и от тех мест вступили в неприятельские места, и были в неприятельских местах и деревнях (кои прежде всего разоряли, а неприятели паки их строением снабдили), и оные все разорили без остатка и к тому еще 4 приселка, которые в прежнем действии были не разорены, потому ж все разорили. Неприятельских людей побито с 500 человек и более, а заподлинно объявить не можно, для того, что действие чинилось в скорости да в разных местах. В полон взяли с 350 человек. Скота рогатого взято около 7000 да с 4000 овец В октябре 1722 г. уцмий Ахмад-хан и Султан-Махмуд напали на одну из царских крепостей близ Дербента и «оной разорили и служилых людей во оном бывших побили» В октябре 1722 г. уцмий Ахмад-хан и Султан-Махмуд напали на одну из царских крепостей близ Дербента и «оной разорили и служилых людей во оном бывших побили» осле пленения Адиль-Герея шаухала Тарковского выступившего против царских властей в 1726 г., царское командование стремилось теперь подчинить и уцмия Ахмад-хана, который также как и его союзник Султан-Махмуд был ярым противником царского присутствия в Дагестане,против которого они совместными силами продолжали неравную борьбу. 
В начале мая 1726 г. комендант Дербента А.Т. Юнгер совершил поход на владения уцмия и отогнал 7000 овец и взял в плен 30 кумыков  3 июня 1726 г. комендант Дербента А.Т. Юнгер доносил, что уцмий с тремя сыновьями стоит в Башлы, «а при нем 10000 войска  и 18 железных и медных пушек…утамышский владелец Султан-Махмуд с 5000 войска стоит у деревни Утамыш, а по ту сторону Утамыша стоит войско аварского исмея (аварского нуцала.-С.Б.), акушинского кадия в собрании же войска с 10000», с которыми уцмий намерен русским войскам, находившимся у речки Инчхе, «дать битву, а в аманаты никого не даст»  правительству и дать присягу в верности на Коране со своими сыновьями и старшинами, и предоставить аманатов. При этом, уцмий взявший под свою защиту Султан-Махмуда требовал, чтобы «по ученении им присяги, не делали ему (уцмию.-С.Б.) трудности; владения его, также соляных озер и нефти, не  отнимали» Как отмечает Я. Маркович, на переговоры с царскими властями под Дербентом уцмий Ахмад-хан прибыл «с великим войском, при котором было 6 хоругвей и 3 бунчука» В этом войске находились и отряды Утамышского правителя. Непосредствено на переговорах с уцмием было около 500 человек, в то время как представителей царского командования присуствовало 25 человек. На всякий случай царские отряды находились неподалеку и были на чеку. Султан-Махмуд лично находился здесь с двумя своими сыновьями уцмий Ахмад-хан и Султан-Махмуд приняли присягу считая ее лишь основанием для выплаты жалованья без какой-либо службы с их стороны, не желавшие при этом выполнять приказы царских командиров без выгоды для себя. Видимая на первый взгляд покорность, представляло собой затишье перед новой войной начавшаяся уже в 1733 г.

## См.также
- Кумыки
- История кумыков
- Утамышский султанат
- Кумыкия